# A standard modell kiterjesztése
A standard modell kiterjesztése (angolul: Standard Model Extension (SME))  egy effektív térelmélet, amely tartalmazza a Standard Modellt, az általános relativitás elméletet, és minden lehetséges operátort, amely sérti a Lorentz szimmetriát.
Ennek az alapvető szimmetriának a sértése tanulmányozható ebben az általános  SME keretrendszerben.  A CPT szimmetriasértés  Lorentz szimmetria sértéssel  jár,
és a SME  egyaránt tartalmaz olyan operátorokat, amelyek sértik, és olyanokat, amelyek megtartják a CPT szimmetriát.

## Bevezetés
1989-ben Alan Kostelecký es Stuart Samuel bebizonyították, hogy húrelméleti kölcsönhatások a Lorentz szimmetria spontán sértéséhez vezethetnek.
Későbbi tanulmányok azt mutatták ki, hogy hurok-kvantum gravitáció, nem-kommutatív térelméletek, bránvilág-elméletek, véletlen dinamikai modellek szintén a Lorentz-invariancia sérülésével járnak. A Lorentz-sértés iránti érdeklődés az utóbbi tíz évben gyorsan növekedett, mivel a sértés előfordulhat ezen és más szóba jöhető kvantumgravitációs elméletekben. A korai 1990-es években bebizonyosodott  a bozonikus szuperhúrokkal kapcsolatban, hogy  húr kölcsönhatások  szintén okozhatnak spontán CPT-szimmetria sértést.  Ez a munka  arra utalt, hogy kaon interferenciával végzett kísérletek ígéretesek lehetnek a CPT-sértés keresésére, nagy érzékenységüknek köszönhetően.
A SME arra született, hogy megkönnyítse a Lorentz- és CPT-szimmetria kísérleti vizsgálatait,  megadva az elméleti motivációt ezen szimmetriasértésekhez. Kezdeti lépés volt  1995-ben az effektív kölcsönhatások bevezetése. Annak ellenére, hogy a Lorentz–sértő kölcsönhatások olyan elméletek által motiváltak, mint a húrelmélet, az SME-ban megjelenő alacsony energiájú effektív hatás független a megalapozó elmélettől. Az effektív elmélet minden egyes tagja az alapelmélet valamely tenzorterének várható értékét foglalja magában.  Ezek az együtthatók kicsik a Planck-skála elnyomásnak köszönhetően, és elvileg kísérletileg mérhetők.  Az első figyelembe vett eset a semleges mezonok keveredése volt, mivel azok interferencia jellegű természete nagyon érzékennyé teszi  azokat az elnyomott hatásokra.
1997- és 1998-ban a Don Colladay és Alan Kostelecký által írt két cikk vezette be a minimális SME-t sík téridőben. Ez adott egy, a Standard Modell  részecskéinek spektrumát átfogó keretrendszert  a Lorentz-sértésekre és információt szolgáltatott a különböző jeltípusokról a lehetséges új kísérleti kutatásokhoz. 2004-ben publikálták a  görbült téridőbe illő legfontosabb Lorentz-sértő tagokat,
teljessé téve ezzel a minimális SME-ról alkotott képet. 1999-ben Sidney Coleman és Sheldon Glashow állítottak fel egy speciális izotropikus határt a SME-ra.
Magasabb rendű Lorentz-sértő tagokat is tanulmányoztak különböző összefüggésekben, kiterjesztve azt  az elektrodinamikára is.

## Lorentz-transzformációk: megfigyelő kontra részecske
A Lorentz-sértés mérhető különbséget jelent két olyan rendszer között amelyek csak egy részecske Lorentz-transzformációban különböznek. A részecske és a megfigyelői Lorentz-transzformáció közötti különbség  alapvető  a Lorentz-sértő fizika megértésében. A speciális relativitáselméletben a megfigyelői Lorentz transzformációk olyan  vonatkoztatási rendszerekben végzett mérésekre vonatkoznak  amelyek orientációja és sebessége különböző. Az egyik rendszer koordinátái  a másik rendszer koordinátáihoz  megfigyelői Lorentz transzformáció révén kapcsolódnak  egymáshoz — egy  forgatással, egy egyenes irányú elmozdulással vagy a kettő kombinációjával. Mindkét megfigyelő egyetért  a fizikai  törvényekkel, mivel ez a transzformáció  egyszerűen egy koordináta váltás. Másrészt viszont azonos kísérletek elforgathatók vagy egyenes mentén elmozdíthatók egymáshoz képest, miközben ugyanaz az inerciarendszerbeli megfigyelő tanulmányozza őket.  Ezeket a transzformációkat részecske transzformációknak hívjuk, mert a kísérlet anyaga és mezői fizikailag  egy új konfigurációba transzformáltak. Egy konvencionális vákuumban  a megfigyeIő- és részecske-transzformációk egyszerű módon kapcsolhatók össze – lényegében egyik a másik inverze. Ez a látszólagos ekvivalencia  gyakran az aktív és passzív transzformáció terminológiájának használatában jut kifejezésre. Ez az ekvivalencia a Lorentz-sértő elméletekben azonban megszűnik, mert rögzített háttérterek szimmetriasértést okoznak. Ezek a háttérterek tenzorszerű mennyiségek, amelyek kitüntetett irányokat és impulzusfüggő hatásokat hoznak létre. A mezők kiterjednek az egész térre és időre, valamint lényegében rögzítettek.  Amikor egy, a háttérmezőkre érzékeny  kísérletet forgatásnak vagy egyenletes transzlációnak vetünk alá, azaz részecske-transzformációt hajtunk végre rajta, a háttér mezők változatlanok maradnak, és mérhető hatások észlelhetők. Megfigyelői Lorentz-szimmetria minden elméletben elvárható, a Lorentz-sértőkben is, hiszen a koordináta transzformáció nincs hatással magára a fizikára. Ezt az invarianciát skaláris Lagrange-függvény használatával érik el a térelméletekben, megfelelően alkalmazott téridő indexekkel. Részecske Lorentz–sértés akkor jelenik meg, ha az elmélet tekintetbe veszi a rögzített SME háttérmezőket, amelyek kitöltik a világegyetemet.

## Az SME felépítése
A SME kifejezhető különböző tagokból álló Lagrange- függvényként. Minden Lorentz-sértő tag egy megfigyelő skalár, amit szabványos tér operátorok  azonos indexre összegzett formáival fejeznek ki megszorozva egy ellenőrző állandóval, ún. Lorentz-sértő együtthatókkal. Figyelembe kell venni, hogy ezek nem az elmélet paraméterei, mivel azok elvileg a megfelelő kísérlettel mérhetőek.  Az együtthatók várhatóan kicsik a Planck- skála elnyomások miatt, ezért perturbációs eljárások a megfelelőek. Néhány esetben más elnyomó mechanizmusok is elfedhetnek nagyobb Lorentz sértéseket. Lehetséges például, hogy  nagy sértések, amelyek a gravitációban előfordulhatnak , nem voltak észlelhetők eddig a gyenge gravitációs mezőkkel való kapcsolódásuk miatt.
Az elmélet stabilitását és okozatiságát részletesen tanulmányozták.

## Spontán Lorentz-szimmetria sértés
A térelméletben két lehetséges mód van a szimmetriasértés bevezetésére: az explicit és a spontán mód. Egy alapvető eredmény a  Lorentz-sértés formális  elméletében, amit Kostelecký jelentetett meg 2004-ben , hogy az explicit Lorentz-sértés  a Bianchi azonosságok összeegyeztethetetlenségéhez vezet az energia–impulzus és spin-sűrűség  tenzorok kovariáns  megmaradási törvényeivel, míg a spontán Lorentz-sértés elkerüli ezt a nehézséget. Ez a tétel feltételezi, hogy minden Lorentz-szimmetria sértésének dinamikusnak kell lennie. A Lorentz-szimmetria sértése lehetséges okainak formális tanulmányozása magában foglalja a várható Nambu–Goldstone-módusok sorsának felderítését. A Goldstone-tételből következik, hogy spontán szimmetriasértést tömeg nélküli bozonok megjelenése kell, hogy kísérje. Ezek a módusok  azonosíthatók a fotonnal,
a  gravitonnal, spin-függő  és spin-független kölcsönhatásokkal.

## Kísérleti kutatások
Bármely kísérletben előforduló lehetséges Lorentz sértés jelei kiszámíthatóak a SME-ból. Emiatt a kísérleti fizika berkeiben a Lorentz szimmetria-sértés  kutatása figyelemre méltó eszköznek bizonyult. Mostanáig a kísérleti eredmények a SME együtthatók felső korlátainak formáját öltötték. Mivel az eredmények numerikus értéke eltér a különböző inerciarendszerekben,  az elfogadott vonatkoztatási rendszer az eredmények közlésére a Nap-központú rendszer lett. Ez a rendszer célszerű és megfelelő választás, hiszen hozzáférhető és inerciális több száz éves időskálán is.
Tipikus kísérletek kapcsolatot keresnek a háttér mezők és különböző részecske tulajdonságok között, mint a spin vagy a haladási irány. Az egyik kulcsfontosságú csalhatatlan jele a Lorentz sértésnek onnan származik, hogy a maga a Föld forog és kering a Nap-központú rendszerhez képest. Ezek a mozgások  vezetnek a Lorentz koefficiensek mind éves, mind sziderikus változásaihoz. Mivel a Föld transzlációs  mozgása a Nap körül nem relativisztikus, az éves változásokat elnyomja egy 10−4 tényező.  Ez a sziderikus változásokat teszi a meghatározó időtől függő hatássá a kísérleti adatok  gyűjtésében.
SME együtthatók méréseit végezték a következőket tartalmazó kísérletekkel:
- kozmológiai források kettőstörése és diszperziója
- óra- összehasonlító mérések
- KHS (Kozmikus Háttér Sugárzás) polarizációja
- ütköztető kísérletek
- elektromágneses rezonáns üregek
- ekvivalencia elv
- mérték és Higgs részecskék
- nagyenergiájú asztrofizikai  megfigyelések
- gravitáció laboratóriumi és gravimetriai tesztjei
- tömeg interferometria
- neutrínó oszcillációk
- K, B, D mezonok oszcillációi és bomlásai
- részecske-antirészecske összehasonlítások
- post-newtoni gravitáció a Naprendszerben és azon kívül
- második és harmadik generációs részecskék
- űrkísérletetek
- hidrogén-antihidrogén spektroszkópia
- spin-polarizált anyag

Az összes SME koefficiensre vonatkozó kísérleti eredmény megtalálható a Lorentz és  CPT sértésről készült  táblázatban.

## Lásd még
- Antianyag tesztelése Lorentz megsértése (in engl.)
- Lorentz-neutrínó oszcilláció megsérti (in engl.)
- Bumblebee modellek (in engl.)

## Külső hivatkozások
- Background information on Lorentz and CPT violation (in engl.)
- Data Tables for Lorentz and CPT Violation (in engl.)